# Conus messiasi
Conus messiasi é uma espécie de gastrópode do gênero Conus, pertencente à família Conidae.

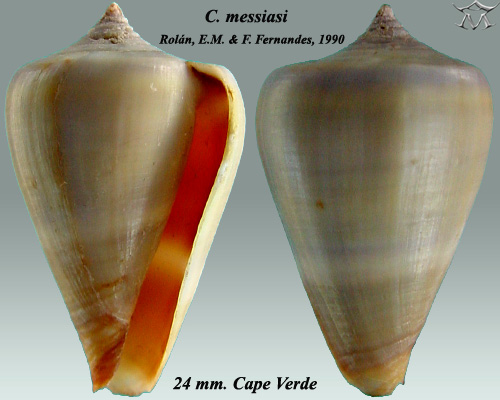